# The City of Rome Contemporary Music Ensemble
The City of Rome Contemporary Music Ensemble  è un organico musicale fondato dal compositore Stefano Lentini nel 2013. Ha preso parte a numerose registrazioni per album e colonne sonore tra cui Fury, la colonna sonora di Studio Battaglia, il film brasiliano Maresia.

## Storia del gruppo
Il gruppo viene fondato da Stefano Lentini durante le registrazioni dell'album "Stabat Mater" contenente l'omonima traccia inclusa nel film di Wong Kar-wai The Grandmaster.

## Musicisti che ne hanno fatto parte
- Stefano Lentini: chitarra, basso, batteria, tastiere, pianoforte, flauto, 'pipa, percussioni
- Andrea Marzari: chitarra elettrica
- Eunice Cangianiello: violino
- Sergio Vitale: tromba
- Lorenzo Rundo - viola
- Luca Peverinii - cello
- Gilda Buttà - piano
- Rossano Baldini - piano
- Marco Gonella - piano
- Paolo Innarella - bansuri
- Paolo Rocca - clarinetto
- Pasquale Laino - sax
- Luca Podeschi: batteria
- Marco Rovinelli: batteria

## Discografia

### Album in studio
- 2013 – Stabat Mater
- 2014 – Watanka!
- 2014 – Sarà un Paese
- 2015 – Maresia
- 2016 – The Nest of The Turtledove
- 2017 – La porta rossa